# Pellagra
Pellagra là một căn bệnh gây ra do thiếu vitamin niacin (vitamin B 3). Các triệu chứng bao gồm da bị viêm, tiêu chảy, mất trí nhớ và lở loét trong miệng. Các khu vực của da tiếp xúc với ánh sáng mặt trời hoặc ma sát thường bị ảnh hưởng đầu tiên.  Theo thời gian da bị ảnh hưởng có thể trở nên tối hơn, cứng, bắt đầu bong tróc hoặc chảy máu.
Có hai loại chính của bệnh Pellagra, chính và phụ. Bệnh Pellagra nguyên phát là do chế độ ăn không chứa đủ niacin và tryptophan.  Bệnh Pellagra thứ phát là do khả năng sử dụng niacin kém trong chế độ ăn uống.  Điều này có thể xảy ra do chứng nghiện rượu, tiêu chảy dài hạn, hội chứng carcinoid, bệnh Hartnup và một số loại thuốc như isoniazid.  Chẩn đoán thường dựa trên các triệu chứng và có thể được hỗ trợ bằng xét nghiệm nước tiểu.
Điều trị bằng cách bổ sung niacin hoặc nicotinamide.  Những cải tiến thường bắt đầu trong vòng một vài ngày.  Cải thiện chung trong chế độ ăn uống cũng thường xuyên được đề nghị.  Giảm tiếp xúc với ánh nắng mặt trời thông qua kem chống nắng và quần áo phù hợp là rất quan trọng trong khi da lành. Nếu không điều trị tử vong có thể xảy ra.  Bệnh xảy ra phổ biến nhất ở các nước đang phát triển, đặc biệt là châu Phi cận Sahara.

## Dấu hiệu và triệu chứng

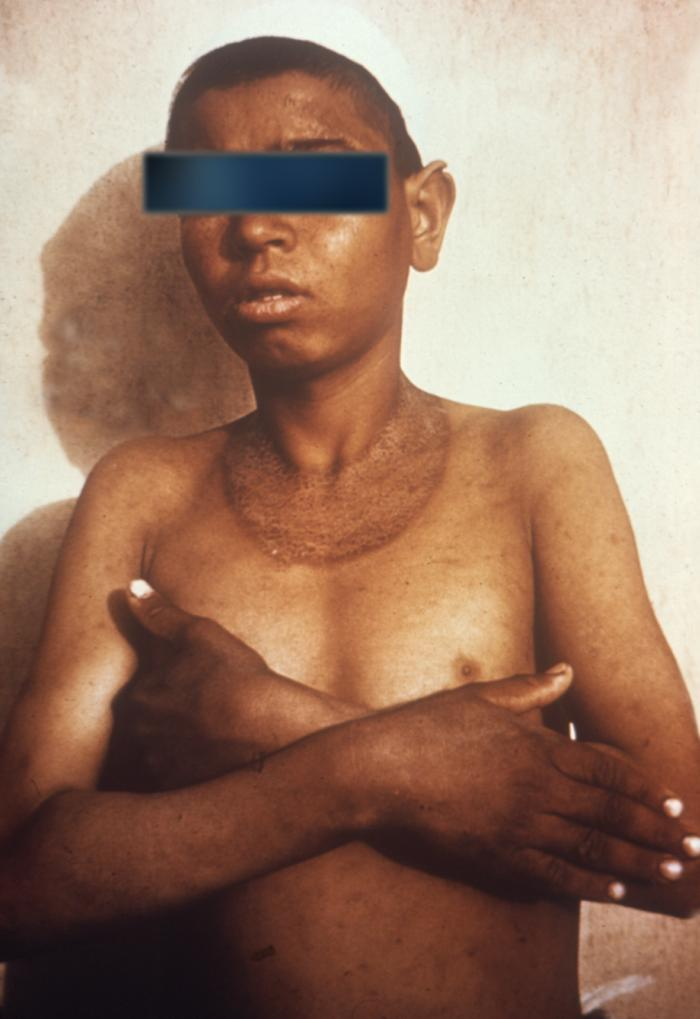
Đứa trẻ này bị phát ban da liên quan đến bệnh Pellagra

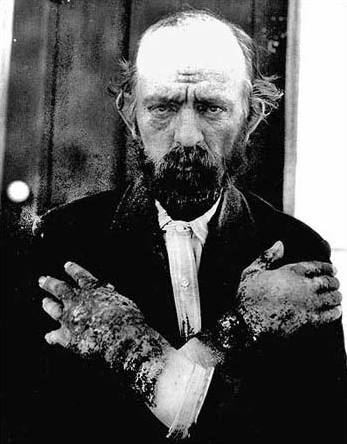
Người bị bệnh Pellagra với các tổn thương da điển hình

Các triệu chứng kinh điển của bệnh Pellagra là tiêu chảy, viêm da, mất trí nhớ và tử vong ("bốn Ds"). Một danh sách đầy đủ hơn các triệu chứng bao gồm:
- Nhạy cảm với ánh sáng mặt trời
- Viêm da (đặc trưng  phát ban "rộng cổ áo")
- Rụng tóc
- Sưng
- Viêm lưỡi mềm mịn, đỏ (viêm lưỡi)
- Khó ngủ
- Yếu đuối
- Tâm thần bối rối hoặc xâm lược
- Mất điều hòa (thiếu phối hợp), tê liệt tứ chi, viêm dây thần kinh ngoại biên (tổn thương thần kinh)
- Bệnh tiêu chảy
- Bệnh cơ tim giãn (tim to, yếu)
- Cuối cùng là mất trí nhớ